# 里見満俊
里見 満俊（さとみ みつとし、生没年不詳）は、室町時代の武将。官位は民部少輔。

## 概要
兄・里見家基は鎌倉公方足利持氏の奉公衆であり、多賀郡手綱郷の地頭であった。佐竹の乱の鎮圧に貢献したことで、家基は足利持氏によって宍戸荘小原郷の地頭職を与えられたので、弟である満俊が小原郷を管理したという。
文亀2年（1502年）には、子孫と見られる里見七郎義俊が現在の笠間市小原の地に広慶寺を建立している。笠間市大田町の養福寺縁起には、小原領主・里見義俊と子息の義治、三郎里景、里元らの名が見える。小原里見氏は天正19年（1591年）に佐竹氏に滅ぼされ、小原城も廃城となった。